# Fantasy-Jahr 2012
Übersicht

◄◄ | ◄ | 2008 | 2009 | 2010 | 2011 | Fantasy-Jahr 2012 | 2013 | 2014 | 2015 | 2016 | ► | ►►

Weitere Ereignisse

## Ereignisse
- 26. Fantasy Filmfest 21. August – 13. September für jeweils eine Woche in den Städten München, Stuttgart, Berlin, Hamburg, Frankfurt, Nürnberg und Köln